# Arqui-inimigo

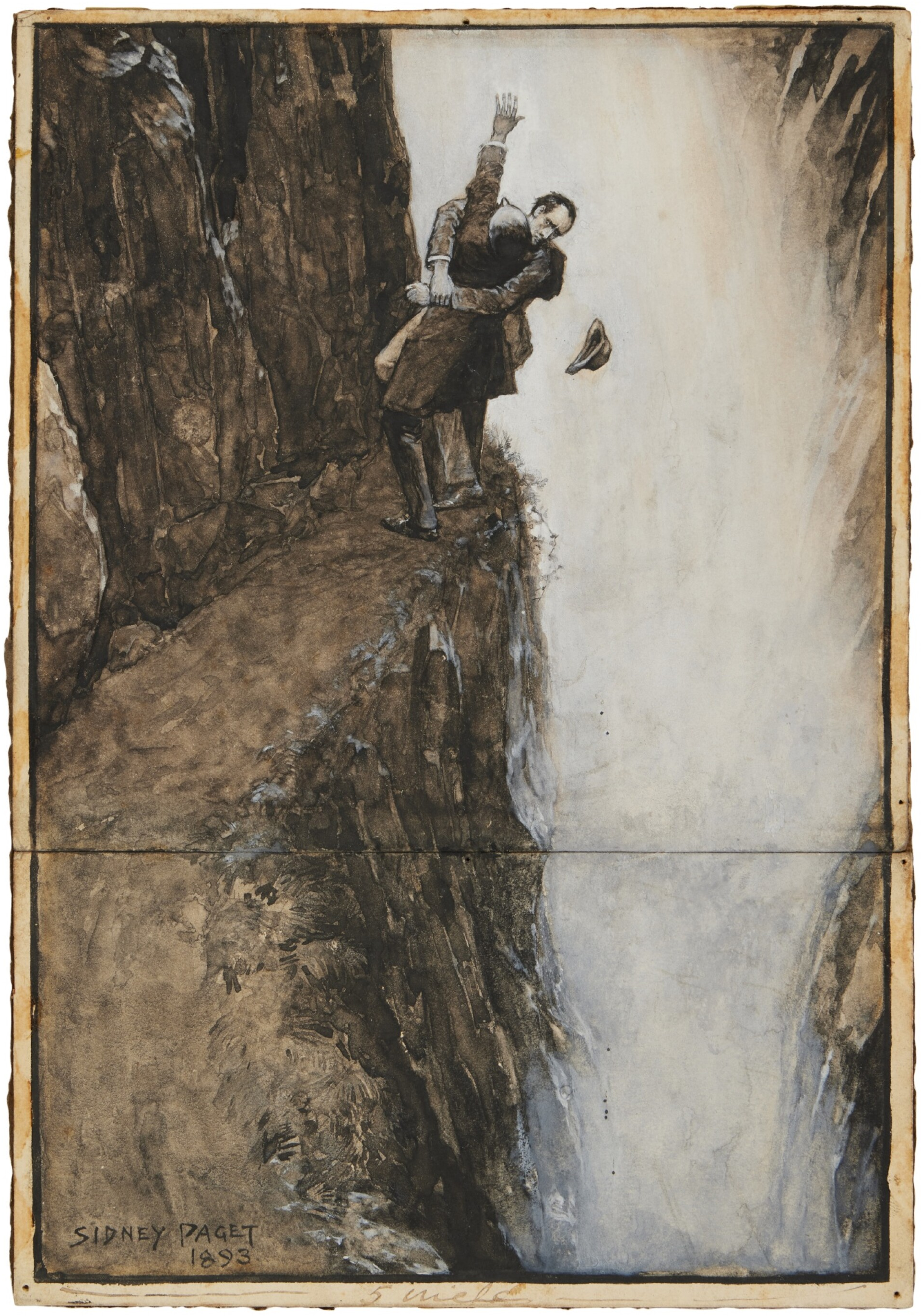
Sherlock Holmes lutando contra o arqui-inimigo Professor Moriarty

Um arqui-inimigo é o principal inimigo de alguém. Na ficção, é um personagem que é o inimigo mais proeminente e mais conhecido do protagonista, geralmente de um herói.

## Etimologia
A palavra arqui-inimigo originou-se por volta de meados do século XVI, das palavras arqui- (do grego ἄρχω archo que significa 'liderar') e inimigo.
Um arqui-inimigo também pode ser referido como um arquirrival ou arquivilão. No entanto, um arqui-inimigo também pode ser distinguido de um nêmesis, sendo este último um inimigo que o herói não pode derrotar (ou que derrota o herói), mesmo não sendo um inimigo de longa data ou consistente para o herói..